# دانبرووا (گمینا کلشچله)
دانبرووا (به لهستانی:  Dąbrowa) یک روستا در لهستان است که در گمینا کلشچله واقع شده‌است.